# West Cove
West Cove est un village d'été (summer village) du Comté de Lac Sainte-Anne, situé dans la province canadienne d'Alberta.

## Démographie
En tant que localité désignée dans le recensement de 2011, West Cove a une population de 121 habitants dans 55 de ses 161 logements, soit une variation de -28,4 % avec la population de 2006. Avec une superficie de 1,208 9 km2, le village d'été possède une densité de population de 100,091 0 hab/km2 en 2011.
Concernant le recensement de 2006, West Cove abritait 169 habitants dans 73 de ses 217 logements. Avec une superficie de 1,208 9 km2, le village d'été possédait une densité de population de 139,8 hab/km2 en 2006.
| 2001 | 2006 | 2011 | 2016 |
| ---- | ---- | ---- | ---- |
| 105  | 169  | 121  | 149  |